# کیم وو-بین
این یک نام کره‌ای است؛ نام خانوادگی کیم است.
کیم وو بین (کره‌ای: 김우빈؛ زادهٔ ۱۶ ژوئیه ۱۹۸۹) بازیگر و مدل اهل کره جنوبی است. از آثار معروف وی می‌توان به مجموعه‌های تلویزیونی وارثان و عشق بی‌پروا اشاره کرد.

## زندگی شخصی
کیم با لی جونگ سوک، بازیگر مدل و هم‌بازی وی در سریال مدرسه ۲۰۱۳، دوست صمیمی است که او را از روزهای مدلینگ او آن‌ها می‌شناسد.
کیم از ماه مه ۲۰۱۵ با بازیگر مدل شین مین آ رابطه دارد.
در ۲۴ مه ۲۰۱۷، تشخیص داده شد که کیم به سرطان نازوفارنکس مبتلا شده‌است، آژانس کیم Sidus HQ، گفت که کیم درمان دارویی و پرتو درمانی را آغاز کرده‌است و همه فعالیت‌ها را متوقف خواهد کرد. در ۲۹ دسامبر، کیم در نامه‌ای اعلام کرد که برنامه درمانی خود را برای سرطان تکمیل کرده‌است. او همچنین به دلیل بیماری از خدمت سربازی معاف شد.

## فیلم‌شناسی

### فیلم
| سال  | عنوان                    | نقش           | توضیحات                 | منابع  |
| ---- | ------------------------ | ------------- | ----------------------- | ------ |
| ۲۰۱۲ | پلیس فراری               |               | حضور افتخاری (قسمت آخر) | [ ۱۱ ] |
| ۲۰۱۳ | دوست: میراث بزرگ         | هان سونگ هون  |                         | [ ۱۲ ] |
| ۲۰۱۴ | کلاهبرداران              | جی هیوک       |                         | [ ۱۳ ] |
| ۲۰۱۵ | بیست                     | چی هو         |                         | [ ۱۴ ] |
| ۲۰۱۶ | استاد                    | پارک جانگ گون |                         | [ ۱۵ ] |
| ۲۰۲۱ | پسر کو ندارد نشان از پدر | راوی          | نسخه طراحی جهانی        | [ ۱۶ ] |
| ۲۰۲۲ | بیگانه                   | نگهبان        |                         | [ ۱۷ ] |
| ن/م  | Officer Black Belt       | لی جونگ دو    | فیلم نتفلیکس            | [ ۱۸ ] |

### مجموعه تلویزیونی
| سال  | عنوان              | نقش           | یادداشت          | منابع  |
| ---- | ------------------ | ------------- | ---------------- | ------ |
| ۲۰۱۱ | کریسمس سفید        | کانگ می رو    |                  | [ ۱۹ ] |
| ۲۰۱۱ | کارخانه کوپید      | روی           |                  | [ ۲۰ ] |
| ۲۰۱۱ | آیدل خون‌آشام       | وو بین        |                  | [ ۲۱ ] |
| ۲۰۱۲ | شخصیت یک مرد محترم | کیم دونگ هیوب |                  | [ ۲۲ ] |
| ۲۰۱۲ | به زیبایی تو       | جان کیم       | مهمان، قسمت ۹–۱۱ | [ ۲۳ ] |
| ۲۰۱۲ | مدرسه ۲۰۱۳         | پارک هیونگ سو |                  | [ ۲۴ ] |
| ۲۰۱۳ | وارثان             | چوی یونگ دو   |                  | [ ۲۵ ] |
| ۲۰۱۶ | عشق بی‌پروا         | شین جون یونگ  |                  | [ ۲۶ ] |
| ۲۰۲۲ | غم‌های ما           | پارک جونگ جون |                  | [ ۲۷ ] |

### مجموعه اینترنتی
| سال  | عنوان       | نقش                  | منابع  |
| ---- | ----------- | -------------------- | ------ |
| ۲۰۱۴ | سلول‌های عشق | شکارچی سلول عشق      | [ ۲۸ ] |
| ۲۰۲۲ | شوالیه سیاه | ۵–۸، یک پیک افسانه‌ای | [ ۲۹ ] |